# Adam Nemec
Adam Nemec (Banská Bystrica, 2 september 1985) is een Slowaaks betaald voetballer die bij voorkeur als aanvaller speelt.

## Clubstatistieken
| Seizoen                                    | Club                 | Land             | Competitie          | Wed. | Doelp. |
| ------------------------------------------ | -------------------- | ---------------- | ------------------- | ---- | ------ |
| 2004/05                                    | MŠK Žilina           | Slowakije        | Corgoň Liga         | 26   | 3      |
| 2005/06                                    | MŠK Žilina           | Slowakije        | Corgoň Liga         | 13   | 0      |
| 2006/07                                    | MŠK Žilina           | Slowakije        | Corgoň Liga         | 21   | 13     |
| 2007/08                                    | MŠK Žilina           | Slowakije        | Corgoň Liga         | 2    | 1      |
| 2007/08                                    | FC Erzgebirge Aue    | Duitsland        | 2. Bundesliga       | 29   | 10     |
| 2008/09                                    | KRC Genk             | België           | Eerste klasse       | 21   | 4      |
| 2009/10                                    | 1. FC Kaiserslautern | Duitsland        | 2. Bundesliga       | 33   | 5      |
| 2010/11                                    | 1. FC Kaiserslautern | Duitsland        | Bundesliga          | 24   | 3      |
| 2011/12                                    | 1. FC Kaiserslautern | Duitsland        | Bundesliga          | 4    | 1      |
| 2011/12                                    | FC Ingolstadt 04     | Duitsland        | 2. Bundesliga       | 15   | 2      |
| 2012/13                                    | 1. FC Union Berlin   | Duitsland        | 2. Bundesliga       | 29   | 9      |
| 2013/14                                    | 1. FC Union Berlin   | Duitsland        | 2. Bundesliga       | 26   | 5      |
| 2014/15                                    | 1. FC Union Berlin   | Duitsland        | 2. Bundesliga       | 5    | 0      |
| 2014/15                                    | New York City        | Verenigde Staten | Major League Soccer | 9    | 0      |
| 2015/16                                    | Willem II            | Nederland        | Eredivisie          | 10   | 0      |
| 2016/17                                    | Dinamo Boekarest     | Roemenië         | Liga 1              | 28   | 11     |
| 2017/18                                    | Dinamo Boekarest     | Roemenië         | Liga 1              | 29   | 6      |
| 2018/19                                    | Paphos FC            | Cyprus           | Protathlima Cyta    | 28   | 16     |
| 2019/20                                    | Paphos FC            | Cyprus           | Protathlima Cyta    | 14   | 1      |
| 2020/21                                    | Dinamo Boekarest     | Roemenië         | Liga 1              | 30   | 4      |
| Totaal                                     | Totaal               | Totaal           | Totaal              | 396  | 94     |
| Bijgewerkt tot en met het seizoen 2020/21. |                      |                  |                     |      |        |

## Interlandcarrière
Nemec debuteerde op zondag 10 december 2006 onder leiding van bondscoach Ján Kocian in het Slowaaks voetbalelftal, tijdens een oefeninterland uit tegen de Verenigde Arabische Emiraten (1-2). Die wedstrijd maakten ook Matúš Kozáčik, Dušan Kuciak, Pavol Farkaš, Ľubomír Michalík, Michal Jonáš, Pavol Majerník, Tomáš Hubočan, Michal Filo en Peter Pekarík hun debuut als international. Met Slowakije nam Nemec deel aan het Europees kampioenschap voetbal 2016 in Frankrijk. Slowakije werd in de achtste finale uitgeschakeld door Duitsland (0-3).

## Erelijst
MŠK Žilina
- Slowaaks landskampioen

2007
 1. FC Kaiserslautern
- 2. Bundesliga

2010
 Dinamo Boekarest
- Roemeense League Cup

2017